# Shannon Shorter
Shannon Shorter (Houston, 1. kolovoza 1989.) američki je košarkaš koji igra za KK Split.

## Sveučilišna karijera
Shorter je igrao sveučilišnu košarku od 2007. do 2011. godine. Nakon što je proveo prvu sezonu u Texas A&M–Corpus Christiju, Shorter je otišao u Paris Junior College. Godine 2009. je otišao u sjeverni Teksas. Nije izabran na NBA draftu 2011.

## Profesionalna karijera
Shorter, nakon što nije izabran na NBA draftu 2011., igrao je za klubove u Meksiku, Argentini, Izraelu, Japanu i NR Kini između 2012. i 2016. godine. Dana 23. rujna 2016. Shorter je potpisao ugovor s TED Ankara Kolejlilerom. U ožujku 2017. odlazi iz Ankare i odlazi u Le Mans Sarthe Basket do kraja sezone. Dana 12. svibnja 2017. Shorter se vratio u Hebei Xianglan. Dana 28. srpnja 2017. Shorter odlazi u Adelaide 36ers. Dana 31. ožujka 2018. potpisuje ugovor s Chiba Jetsom. Dana 30. srpnja 2021. odlazi u Afyon Belediye. Dana 18. prosinca 2021. dolazi u Split. Dana 16. kolovoza 2023. potpisuje ugovor s Al Ittihad Alexandriom. Dana 3. studenoga 2023. se vraća u Split.